# Elytrimitatrix maculata
Elytrimitatrix maculata es una especie de escarabajo longicornio del género Elytrimitatrix, familia Cerambycidae, orden Coleoptera. Fue descrita científicamente por Botero & Santos-Silva en 2022.

## Descripción
Mide 10,2-10,65 milímetros de longitud.

## Distribución
Se distribuye por México.